# Меранвьель
Меранвье́ль (фр. Mérenvielle, окс. Merenvièla) — коммуна во Франции, находится в регионе Юг — Пиренеи. Департамент — Верхняя Гаронна. Входит в состав кантона Легевен. Округ коммуны — Тулуза.
Код INSEE коммуны — 31339.

## География
Коммуна расположена приблизительно в 590 км к югу от Парижа, в 24 км к западу от Тулузы.
На севере коммуны протекает река Сав.

## Климат
Климат умеренно-океанический. Зима мягкая и снежная, весна характеризуется сильными дождями и грозами, лето сухое и жаркое, осень солнечная. Преобладают сильные юго-восточные и северо-западные ветры.

## Население
Население коммуны на 2010 год составляло 472 человека.
| 1962 | 1968 | 1975 | 1982 | 1990 | 1999 | 2010 |
| ---- | ---- | ---- | ---- | ---- | ---- | ---- |
| 166  | 151  | 131  | 204  | 223  | 400  | 472  |

## Экономика
В 2010 году среди 332 человек трудоспособного возраста (15—64 лет) 246 были экономически активными, 86 — неактивными (показатель активности — 74,1 %, в 1999 году было 74,6 %). Из 246 активных жителей работали 229 человек (125 мужчин и 104 женщины), безработных было 17 (8 мужчин и 9 женщин). Среди 86 неактивных 42 человека были учениками или студентами, 22 — пенсионерами, 22 были неактивными по другим причинам.

## Достопримечательности
- Церковь Св. Петра

## Фотогалерея

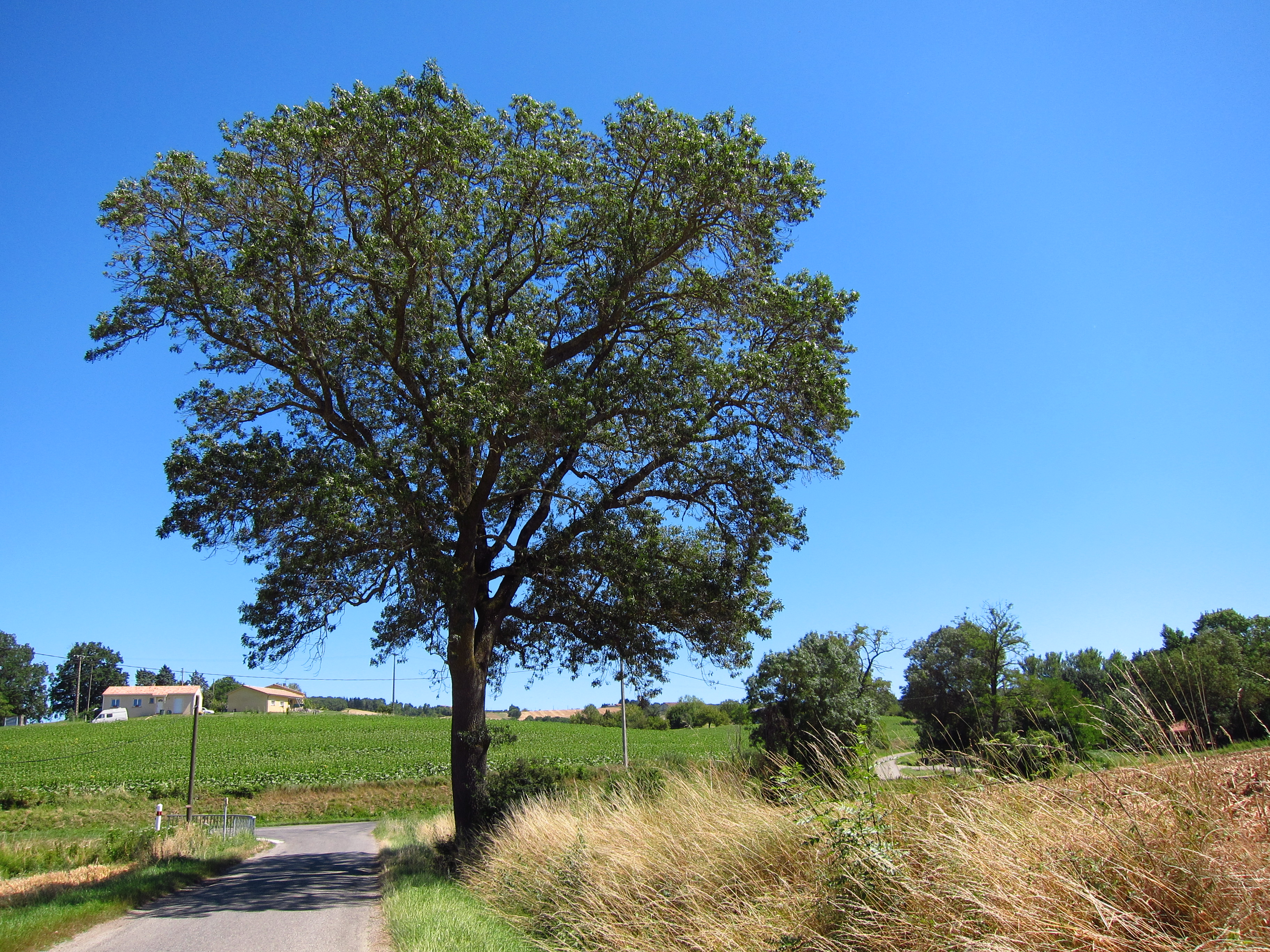
Меранвьель
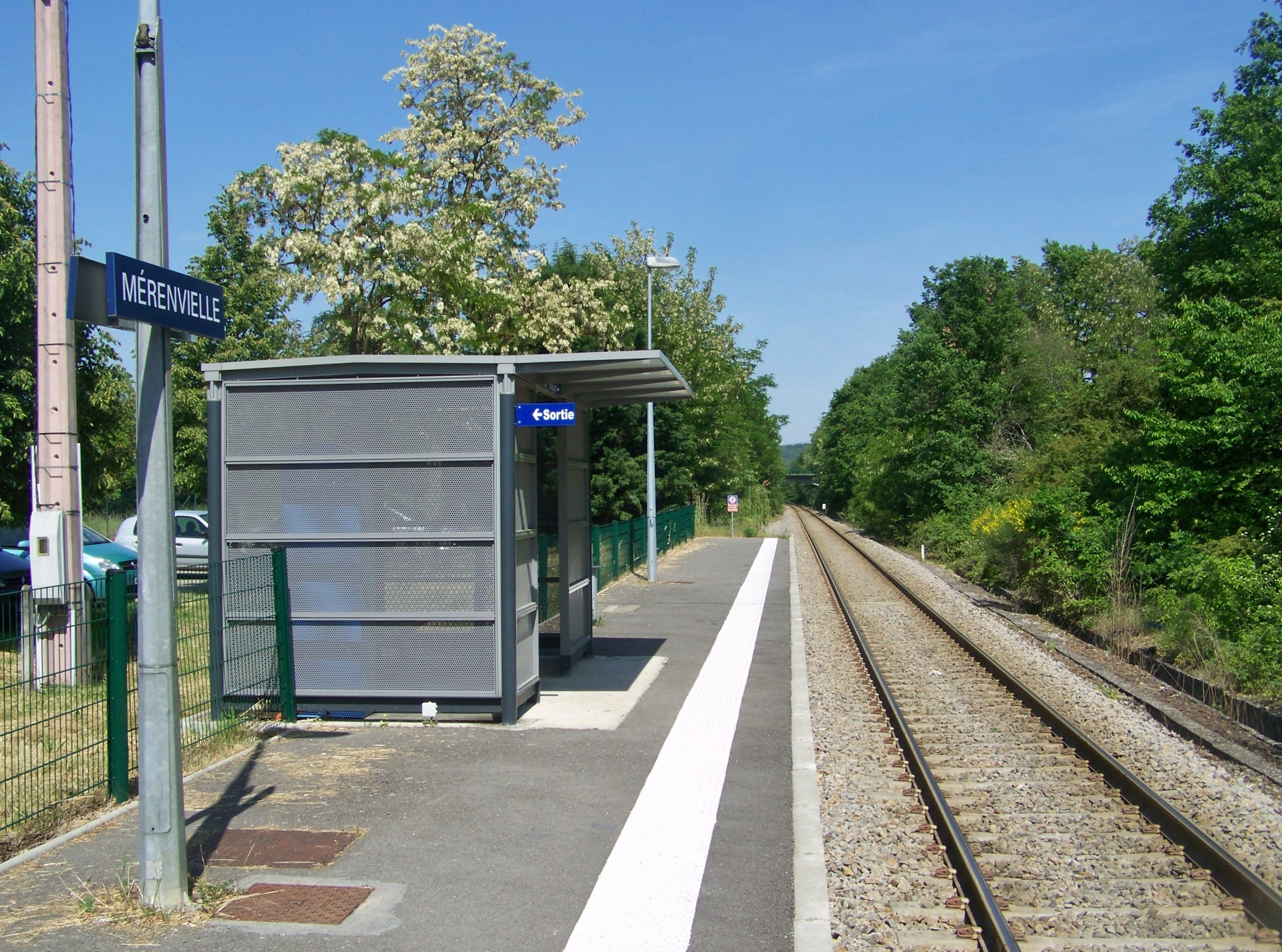
Вокзал
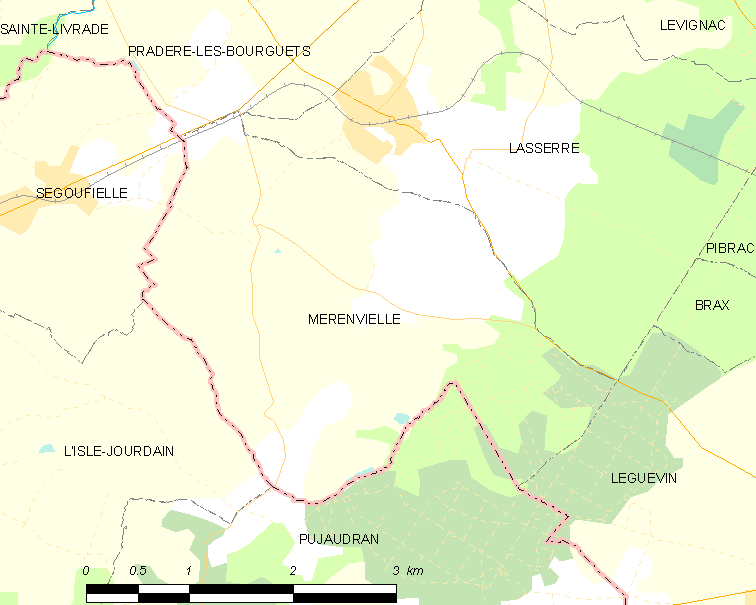
Карта коммуны